# Johannes Tilkema
Johannes Tilkema (Oosternijkerk, 18 april 1916 – 18 oktober 1992) was een Nederlands politicus van de CHU.
Na de mulo ging hij in 1932 als volontair werken bij de gemeentesecretarie van Oostdongeradeel. Hij bracht het daar tot 2e ambtenaar voor hij eind 1946 als hoofdcommies in dienst trad bij de gemeente  Hennaarderadeel. Ruim zeven jaar later volgde hij daar W. Vellinga op als gemeentesecretaris en in april 1962 werd Tilkema benoemd tot burgemeester van Oldemarkt. Oldemarkt fuseerde in 1973 met de gemeenten Blankenham en Kuinre tot de gemeente IJsselham waarvan hij de burgemeester werd. Tilkema bleef daar tot 1977 burgemeester en in 1992 overleed hij op 76-jarige leeftijd.